# クロウメモドキ目
クロウメモドキ目（Rhamnales）は被子植物の目のひとつで、クロウメモドキ科をタイプ科とするもの。分類体系によって含まれる科は異なる。

## 分類

### APG植物分類体系
APG植物分類体系ではクロウメモドキ科がバラ目に入れられている（ブドウ科は別系統とされる）ため、クロウメモドキ目の名称は使わない。

### クロンキスト体系
クロンキスト体系ではバラ亜綱の中にあり、3科を含む。
- 被子植物門 Magnoliophyta
  - 双子葉植物綱 magnoliopsida
    - バラ亜綱 Rosidae
      - クロウメモドキ目 Rhamnales
        - クロウメモドキ科 Rhamnaceae
        - ブドウ科 Vitaceae
        - ウドノキ科 Leeaceae

### 新エングラー体系
新エングラー体系でもクロンキストと同じ3科を含む。
- 被子植物門 Angiospermae
  - 双子葉植物綱 Dicotyledoneae
    - 古生花被植物亜綱（≒離弁花類）Archichlamydeae
      - クロウメモドキ目 Rhamnales
        - クロウメモドキ科 Rhamnaceae
        - ブドウ科 Vitaceae
        - ウドノキ科 Leeaceae